# Dor (Rumänien)
Das Dor ist eine Empfindung oder Charaktereigenschaft, die oft als Hauptwesenszug des rumänischen „Nationalcharakters“ oder einer spezifisch rumänischen Mentalität beschrieben wird. Wie andere derartige Konzepte (etwa das finnische sisu oder auch der deutsche Weltschmerz) gilt das Wort als unübersetzbar, lässt sich aber mit Sehnsucht, Trennungsschmerz, Nostalgie oder Melancholie annähernd umreißen. Sehr ähnlich soll sich allerdings die den Portugiesen zugeschriebene saudade anfühlen, wie etwa Mircea Eliade (seinerzeit rumänischer Kulturattaché in Lissabon) 1941 in einem Artikel ausführte.
Das dor wurde in der rumänischen Nationalromantik und von Philosophen wie Lucian Blaga und Constantin Noica häufig bemüht, um die grundlegende Eigenart des rumänischen Volkes und seiner Denkungsart  zu beschreiben. Der Komponist George Enescu beschrieb dor als  „Traurigkeit inmitten der Freude“ und als prägende, stets gegenwärtige Stimmung der rumänischen Musik. Insbesondere ist es charakteristisch für die doină, die  rumänische Volksballade.